# Breidenbach (Moselle)
Breidenbach település Franciaországban, Moselle megyében. Lakosainak száma 310 fő (2022. január 1.). Breidenbach Bousseviller, Hanviller, Lengelsheim, Loutzviller, Schweyen, Volmunster, Waldhouse és Walschbronn községekkel határos.

## Népesség
A település népességének változása:
| Lakosok száma | 421  | 376  | 324  | 364  | 344  | 335  | 328  | 318  | 313  | 310  |
|               | 1968 | 1982 | 1990 | 2006 | 2013 | 2015 | 2017 | 2019 | 2020 | 2022 |